# 1371년

## 연호
- 명(明) 홍무(洪武) 4년
- 북원(北元) 선광(宣光) 원년
- 일본(日本) 남조(南朝) 겐토쿠(建徳) 2년
- 일본(日本) 북조(北朝) 오안(応安) 4년
- 쩐 왕조(陳朝) 티에우카인(紹慶) 2년

## 기년
- 명(明) 태조 홍무제(太祖 洪武帝) 4년
- 북원(北元) 소종(昭宗) 원년
- 고려(高麗) 공민왕(恭愍王) 20년
- 쩐 왕조(陳朝) 예종(藝宗) 2년

## 사건
- 신돈이 역모죄로 처형됨

## 탄생
- 정화 - 중국 명나라 영락제시대의 환관. 대원정을 주도한 인물.

## 사망
- 고려(高麗)의 승려(僧侶) 신돈(辛旽)